# Spozierające Mięso
Spozierające Mięso (chiń. 視肉; pinyin Shìròu) – stworzenie w mitologii chińskiej.
Nie ma zgody co do tego, jak wyglądał ten dziwny chiński stwór. Postać tę charakteryzuje Guo Pu, uznawany przez Künstlera za najwybitniejszego komentatora Księgi gór i mórz. Ma to być stwór pozbawiony własnego kształtu, przypominający wątrobę wołu. Posiada jednak parę oczu. Inny pogląd podaje, że Shirou przypominał jelenia.
Pierwszy pogląd wiąże się z możliwością odcięcia kawałka Spozierającego Mięsa. Odcięta część odrasta i stworzenie to wraca do pierwotnego kształtu.
Spozierające Mięso zamieszkuje góry Kunlun.
Istotą pokrewną Spozierającemu Mięsu jest Krowa, z Której Można Odciąć Nieco.